# Villa albobasalis
Villa albobasalis är en tvåvingeart som beskrevs av Roberts 1928. Villa albobasalis ingår i släktet Villa och familjen svävflugor. Inga underarter finns listade i Catalogue of Life.